# Racosperma verriculum
Racosperma verriculum là một loài thực vật có hoa trong họ Đậu. Loài này được (R.S. Cowan & Maslin) Pedley mô tả khoa học đầu tiên năm 2003.